# Kel'ma
Il Kel'ma (in russo Кельма?) o Kol'dža (Кольджа) è un fiume della Russia siberiana occidentale, affluente di destra del Ket'. Scorre nel Verchneketskij rajon dell'oblast' di Tomsk e nell'Enisejskij rajon del Territorio di Krasnojarsk.
Il fiume ha origine nella parte orientale della pianura del Ket' e del Tym (pianura Ketsko-Tymskaja, Кетско-Тымска равнина) e scorre dapprima con direzione occidentale, poi sud-occidentale; sfocia nel medio corso del Ket' a 788 km dalla foce. Il fiume ha una lunghezza di 165 km e il suo bacino è di 1 390 km².